# The Heart of Chicago 1967–1997
The Heart of Chicago 1967–1997 je kompilacijski album chichaške rock zasedbe Chicago, ki je izšel leta 1997. Izšel je v počastitev 30. obletnice ustanovitve skupine.
Izvorna ideja je bila, da bi na eni zgoščenki povezali dve obdobji: obdobje Jamesa Williama Guercia in Columbie Records v 70. letih in obdobje Davida Fosterja in Warner Bros. Records v 80. letih. Kot dodatek je skupina pridala dve novi skladbi, »The Only One«, ki jo je produciral Lenny Kravitz, in »Here in My Heart«, ki jo je produciral James Newton Howard. Obe skladbi sta bili uspešni: »Here in My Heart« je zasedla vrh lestvice Adult Contemporary, »The Only One« pa se je uvrstila med prvih 20 na isti lestvici.
Čeprav je album postal zlat, številni kritiki in ljubitelji niso odobravali koncepta, ker so našli različne stile, ki niso bili najbolj kompatibilni, na albumu pa tudi ni vseboval številnih hitov skupine, kot so npr. »25 or 6 to 4«, »Call on Me« in »What Kind of Man Would I Be?«. Naslednje leto je zato izšel album The Heart of Chicago 1967–1998 Volume II, da bi zapolnil manjkajoče vrzeli, ki so ostale od prvega albuma. Dvojni kompilacijski album The Very Best of Chicago: Only the Beginning, ki je leta 2002 izšel pri založbi Rhino Records, se na splošno šteje kot ustrezen nadomestek obeh volumov albuma The Heart of Chicago.
The Heart of Chicago 1967-1997 je dosegel 55. mesto ameriške lestvice Billboard 200 in na lestvici ostal 27 tednov. Uvrstil se je tudi na 21. mesto britanske lestvice albumov.

## Seznam skladb
| Št.             | Naslov                                                                         | Pisec                            | Z albuma                        | Dolžina |
| --------------- | ------------------------------------------------------------------------------ | -------------------------------- | ------------------------------- | ------- |
| 1.              | „You're the Inspiration‟                                                       | Peter Cetera/David Foster        | Chicago 17, 1984                | 3:49    |
| 2.              | „If You Leave Me Now‟                                                          | Cetera                           | Chicago X, 1976                 | 3:55    |
| 3.              | „Make Me Smile‟ (singel verzija)                                               | James Pankow                     | Chicago, 1970                   | 2:59    |
| 4.              | „Hard Habit to Break‟                                                          | Steve Kipner/Jon Parker          | Chicago 17                      | 4:44    |
| 5.              | „Saturday in the Park‟                                                         | Robert Lamm                      | Chicago V, 1972                 | 5:08    |
| 6.              | „Wishing You Were Here‟                                                        | Cetera, Foster                   | Chicago VII, 1974               | 4:35    |
| 7.              | „The Only One‟ (produciral in spremljevalne vokale je prispeval Lenny Kravitz) | Pankow, Greg O'Connor            | prej neizdana                   | 5:59    |
| 8.              | „Colour My World‟                                                              | Pankow                           | Chicago                         | 2:59    |
| 9.              | „Look Away‟                                                                    | Diane Warren                     | Chicago 19, 1988                | 4:00    |
| 10.             | „Here in My Heart‟                                                             | Glen Ballard/James Newton Howard | prej neizdana                   | 4:15    |
| 11.             | „Just You 'n' Me‟                                                              | Pankow                           | Chicago VI, 1973                | 3:42    |
| 12.             | „Does Anybody Really Know What Time It Is?‟ (singel verzija)                   | Lamm                             | Chicago Transit Authority, 1969 | 3:19    |
| 13.             | „Will You Still Love Me?‟                                                      | Foster/Tom Keane/Richard Baskin  | Chicago 18, 1986                | 5:41    |
| 14.             | „Beginnings‟                                                                   | Lamm                             | Chicago Transit Authority       | 7:54    |
| 15.             | „Hard to Say I'm Sorry/Get Away‟                                               | Cetera/Foster/Lamm               | Chicago 16, 1982                | 5:05    |
| Skupna dolžina: | Skupna dolžina:                                                                | Skupna dolžina:                  | Skupna dolžina:                 | 66:59   |